# تارک چاهد
تارک چاهد (انگلیسی: Tarek Chahed؛ زادهٔ ۲۳ ژوئن ۱۹۹۶) بازیکن فوتبال اهل آلمان است.
از باشگاه‌هایی که او در آن بازی کرده‌، می‌توان به باشگاه فوتبال ماگدبورگ ۱ اشاره کرد.